# Matěj Chvojka
Matěj Chvojka (1. března 1755 Roudnice – 29. ledna 1791 tamtéž) byl český sedlák a jeden z mluvčích selského povstání ve východních Čechách, které vyvrcholilo 25. a 26. března 1775 bitvou u Chlumce nad Cidlinou. Pro svou podobu se synem císařovny Marie Terezie Josefem (pozdějším císařem Josefem II.) byl lidově přezdíván selský císař. Za svou účast ve vzpouře byl krátce vězněn. Zemřel ve věku 35 let na tuberkulózu.

## Život

### Mládí a studium
Narodil se v domě čp. 20/21 ve vsi Roudnice nedaleko Hradce Králové do české selské rodiny Jana Chvojky a manželky Doroty. Kvůli slabému zdraví mu rodiče zajistili studium na latinském lyceu v Hradci, kde se naučil latinsky a německy, byl také dobrým řečníkem. Později hospodařil na rodinném statku v Roudnici.

### Selské povstání

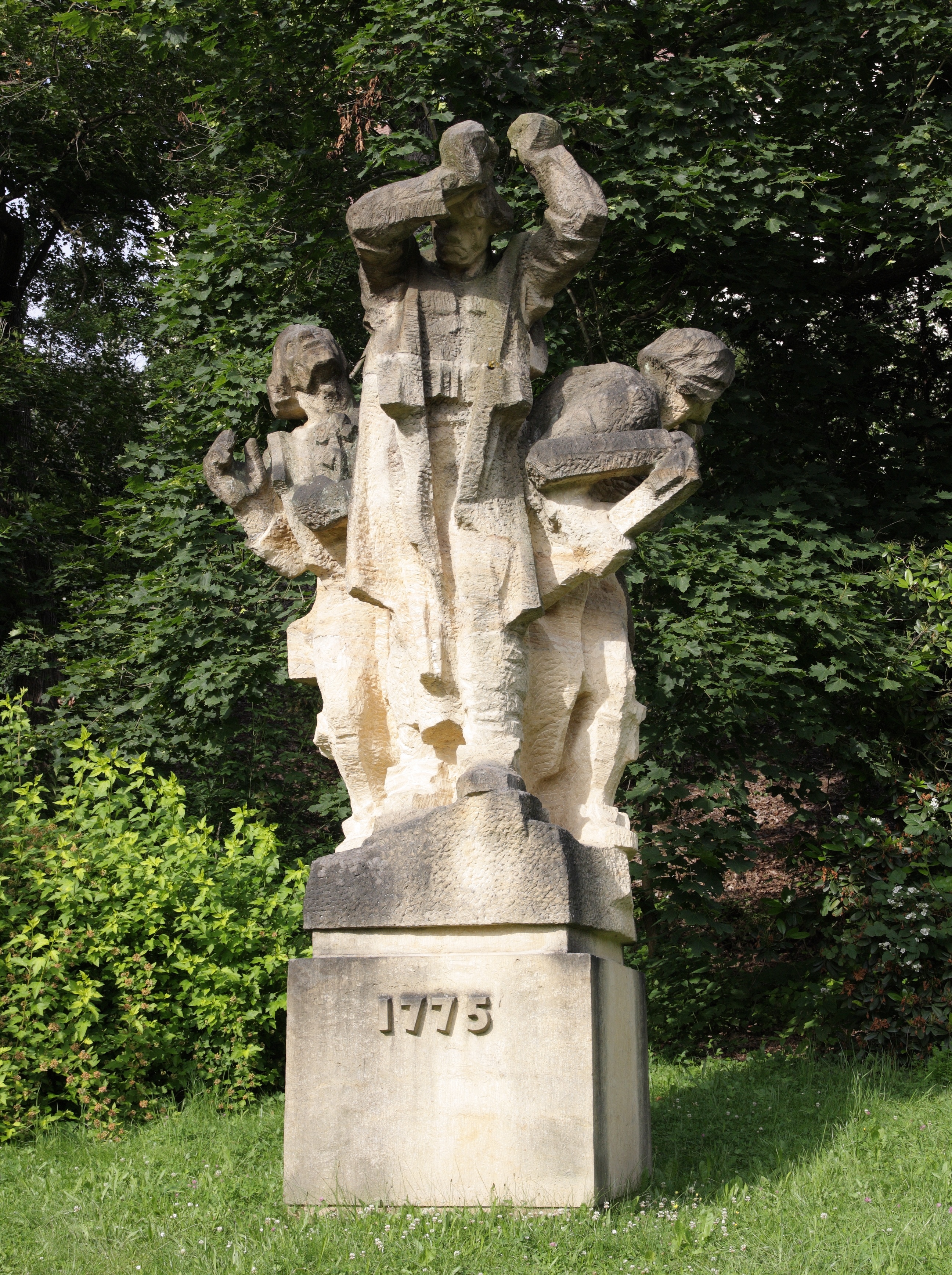
Pomník selských bouří v konopišťském zámeckém parku

Jakožto výsledek dlouhodobě neutěšené hospodářské situace monarchie, zesílené hladomorem v letech 1770–1772 vypukly v plném rozsahu 20. března 1775 na Náchodsku a Chlumecku selské nepokoje, došlo k demolování vrchnostenských kanceláří a zámků, kdy se sedláci a rolníci vynucovali zrušení roboty. To bylo především podnícenou fámou, že existuje císařský patent o zrušení roboty, který ale vrchnost před poddanými tají. Povstání získalo v prvních dnech poměrně značnou podporu ve venkovských oblastech širokého Polabí. Po příchodu povstalců do Roudnice 22. března od Náchoda byl na jejich stranu získán také Chvojka, který se pro své vzdělání a rétorické nadání měl stát prostředníkem pro vyjednávání s vrchností. S touto skupinou čítající až 2000 vzbouřenců, vedenou Matějem Chárou, rychtářem v Obědovicích, pak 25. března dorazili k zámku v Chlumci nad Cidlinou, kde po neúspěšných jednáních s od Prahy dorazivším praporem císařské armády došlo k bitvě u Chlumce nad Cidlinou, která skončila katastrofální porážkou sedláků a rozprchnutí jejich davu. Při selském útoku na zámek bylo 5 mužů zabito, 3 utonuli a 211 bylo zajato. Na následky zranění zemřelo asi ještě dalších 16 mužů. Císařské vojsko pak ztratilo dva muže.
Matěj Chvojka byl spolu s dalšími vzbouřenci, mj. s rtyňským rychtářem Antonínem Nývltem souzen a po nějaký čas vězněn. Již 9. dubna 1775 však císařovna Marie Terezie udělila českým selským vzbouřencům amnestii a Chvojka se dostal na svobodu. Patrně ve vězení však onemocněl tuberkulózou.

### Úmrtí
Matěj Chvojka zemřel 29. ledna 1791, nejspíše v Roudnici, ve věku nedožitých 36 let následkem svého plicního onemocnění. V rodné obci byl patrně také pohřben.